# Patrick-Henry-Village

Lage des Patrick-Henry-Village in Heidelberg

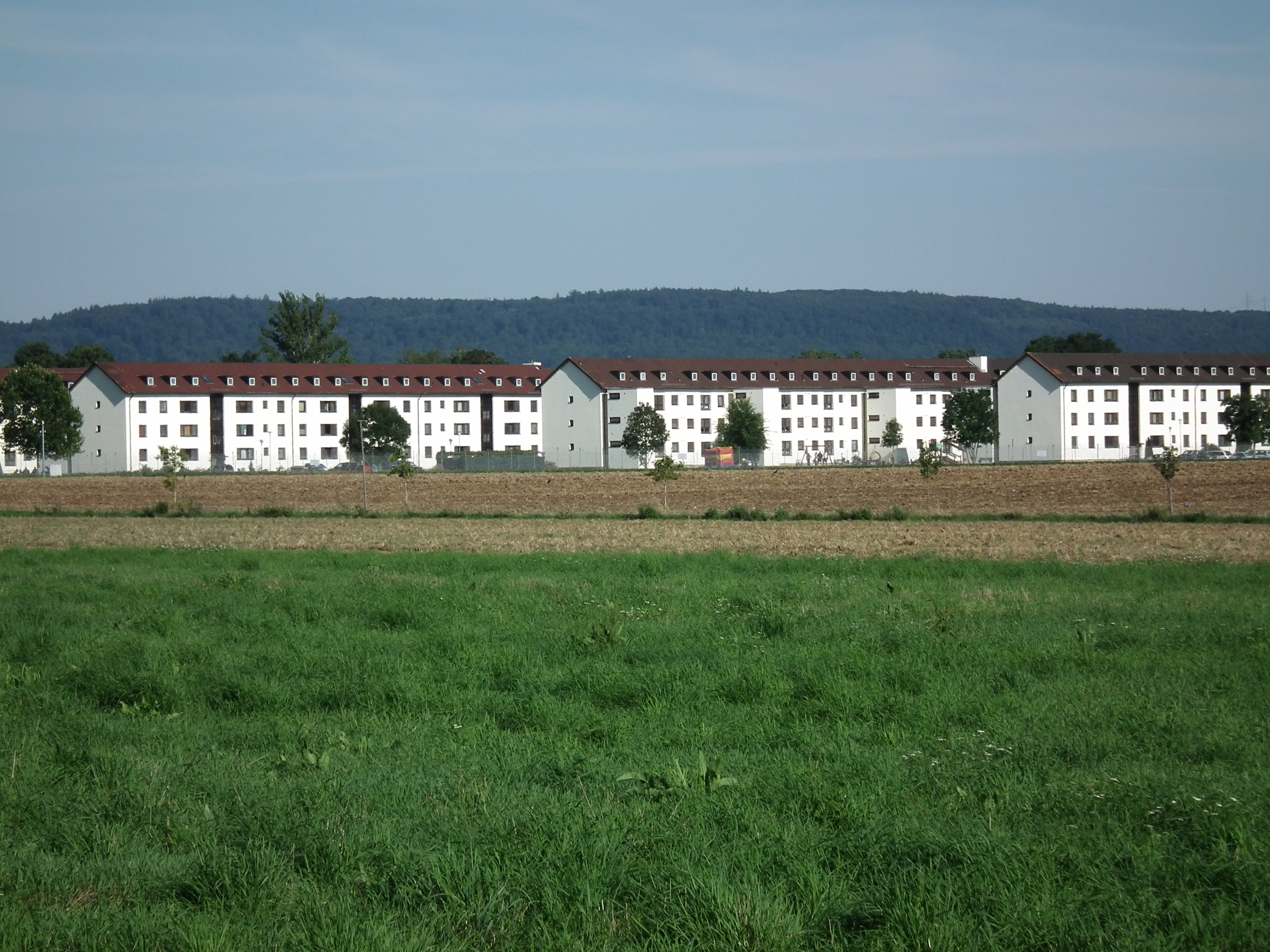
Blick auf PHV von Nord-Westen. Im Hintergrund der Odenwald (2010)

Patrick-Henry-Village (PHV) wird der 16. Heidelberger Stadtteil. Zuvor war PHV eine 97,2 Hektar große US-amerikanische Wohnsiedlung im Heidelberger Stadtteil Kirchheim. PHV wurde zwischen 1952 und 1955 für US-amerikanische Militärangehörige und deren Familien, die auf Stützpunkten in Heidelberg und Umgebung stationiert waren, erbaut und bis 2013 genutzt. Namensgeber war der amerikanische Politiker Patrick Henry (1736–1799). Das PHV wird mitunter auch Patrick-Henry-Siedlung genannt.

## Geographische Lage
Patrick-Henry-Village gehört zur Stadt Heidelberg, ist jedoch etwas außerhalb zwischen den Gemeinden Eppelheim und Schwetzingen gelegen. Es wird im Süden durch die Bundesstraße B 535 und im Osten durch die Autobahn A 5 eingegrenzt. Durch diese abgeschlossene Bauweise kam die Idee, PHV nach dem Abzug der US-Amerikaner im Konversionsprozess zu einer prestigeträchtigen Zukunftsstadt zu entwickeln.

## Geschichte
Für die Bewohner von Patrick-Henry-Village gab es alle Einrichtungen, die es in einer US-amerikanischen Stadt auch gibt: Schulen, Kindergärten, ein Feuerwehrhaus, Freizeiteinrichtungen (Bowling, Spielplätze usw.) und auch eine Commissary und einen PX Store. Neben den auch in Deutschland bekannten Fast-Food-Ketten Burger King und Subway befanden sich in PHV auch Filialen anderer Fast-Food-Ketten (zum Beispiel Baskin-Robbins, TGI Friday’s). Im Gegensatz zu den Ladenöffnungszeiten im übrigen Deutschland durfte in der Wohnsiedlung rund um die Uhr eingekauft werden.

### Erweiterungspläne 2002
Die Amerikaner verfolgten noch im Jahr 2002 Erweiterungspläne. Insbesondere planten sie eine große Shopping-Mall südlich von Patrick-Henry-Village. Weitergehende Überlegungen sahen eine angrenzende Ausweisung militärisch genutzter Flächen vor, die im Westen bis an die Bebauungsgrenzen von Plankstadt, im Norden an die von Eppelheim und dem Heidelberger Stadtteil Pfaffengrund sowie im Osten bis an den Militärflugplatz gereicht hätten. Aus finanziellen Gründen und wahrscheinlich auch wegen des Protests einiger Heidelberger Bauern wurde dieses Vorhaben nicht weiter verfolgt.

### Abschließung und Abzug der US-Armee
Im Jahr 2003 wurde Patrick-Henry-Village als Folge der Anschläge auf New York City am 11. September 2001, wie auch alle anderen Einrichtungen der US-Armee in Heidelberg mit einem Zaun ausgestattet. Der Zugang, vorher in den Wohnbereichen jedem frei, war seitdem nur noch über bewachte Eingänge mit einem US-Armee-Ausweis möglich. Das jährlich stattfindende amerikanische Volksfest wurde ebenfalls nicht mehr auf dem Gelände des PHV ausgerichtet und in die Patton Barracks verlegt.
Patrick-Henry-Village wurde am 6. September 2013 offiziell geschlossen, nachdem das militärische Personal überwiegend nach Wiesbaden ins neue Hauptquartier der amerikanischen Landstreitkräfte in Europa verlegt worden war. Das Gelände wurde am 2. Juni 2014 an die Bundesanstalt für Immobilienaufgaben übergeben.

## Nutzung als Unterkunft für Flüchtlinge
Im Dezember 2014 wurde Patrick-Henry-Village im Zuge der „Flüchtlingskrise“ als Winternotunterkunft für Geflüchtete eingerichtet. Geplant war, dort Platz für bis zu 2.000 Menschen zu schaffen – zwischenzeitlich waren jedoch bis zu 6.000 Menschen dort untergebracht. Ursprünglich sollte die Bedarfsorientierte Erstaufnahmestelle Heidelberg bis zum Frühjahr 2015 genutzt werden, Landesregierung und Regierungspräsidium bemühten sich schon früh um eine Verlängerung des Betriebs, der im März 2017 offiziell bis April 2018 verlängert wurde.
Die Unterkunft wurde als indirekter Nachfolger zur Notunterkunft in den Heidelberger Patton Barracks eingerichtet. Nötig wurde dies, da sich auch in den Wintermonaten die Situation nicht entschärfte. Für den Betrieb zuständig ist das Regierungspräsidium Karlsruhe, das seinerseits wiederum den Dienstleister European Homecare (EHC) für das operative Geschäft beauftragte. Die Zustimmung zur Einrichtung der Notunterkunft in PHV gab der Heidelberger Gemeinderat im November 2014. Bezugsfertig hergerichtet wurde sie Mitte Dezember 2014, ehe kurz vor Weihnachten die ersten Flüchtlinge einziehen konnten. Es mussten etliche Baumaßnahmen umgesetzt werden, ehe die Winternotunterkunft bezugsfertig war. Beispielsweise wurde eine alte Fernwärmeleitung reaktiviert, neue Wasserleitungen verlegt, Rauchmelder installiert und die Elektrotechnik in den Gebäuden erneuert. Außerdem wurden zunächst im Außenbereich provisorische Dusch- sowie Sanitärcontainer aufgestellt. Erst etwa zwei Monate später, im Februar 2015, wurden diese endgültig durch eine funktionierende Wasserversorgung in den Gebäuden ersetzt.
Baden-Württembergs damalige Wissenschaftsministerin Theresia Bauer forderte, weitere Gebäude in PHV für eine solche Nutzung zu sanieren, um dort noch mehr Flüchtlinge unterbringen zu können. Heidelbergs Oberbürgermeister Eckart Würzner widersprach ihrer Aufforderung und verlangte ein Festhalten an der dezentralen Unterbringung in Heidelberg und eine fairere Verteilung der Flüchtlinge in Baden-Württemberg. Trotzdem beschloss die baden-württembergische Landesregierung das Patrick-Henry-Village zum zentralen Drehkreuz auszubauen, d. h. Dreiviertel aller Flüchtlinge im Südwesten sollten über das Village geschleust werden. Die für das Asylverfahren nötigen Schritte wie Erfassung, Gesundheitscheck, Registrierung und die Stellung von Asylanträgen sollten dort gebündelt werden. Darüber hinaus werden Asylbewerber, die nach der Antragsstellung auf die Landkreise verteilt wurden, erneut nach Patrick-Henry-Village vorgeladen, um dort auch die Asylanhörung durchzuführen.
Zwischenzeitlich wurde PHV in einer Art Pilotprojekt vom Land Baden-Württemberg zu einem sogenannten „Registrierzentrum“ umgebaut. Im Zuge dessen wurden auch die Erkennungs- und Registrierungsprozesse so optimiert, dass die erforderlichen Schritte innerhalb von rund 24 bis 48 Stunden durchlaufen werden. Dies fand große Beachtung auch von anderen Bundesländern.
Im Jahr 2017 war eine erneut Debatte um die Zukunft des PHV entbrannt. Während der Rechnungshof das Ankunftszentrum offenbar erhalten wollte, forderte Heidelbergs Oberbürgermeister Eckart Würzner einen klaren Zeitplan für das Ende der Einrichtung und erwartete vom Land, dass die Flächen zum 1. Mai 2018 freigemacht werden.
Im Juni 2020 beschloss der Heidelberger Gemeinderat einen Masterplan für die Entwicklung von PHV und die Verlagerung der Flüchtlingsunterkunft auf das Gebiet „Wolfsgärten“. Am 11. April 2021 stimmten die Heidelberger in einem Bürgerentscheid gegen diese Verlagerung.
Daraufhin wurde der Masterplan überarbeitet, um die Flüchtlingsunterkunft auf dem PHV-Gelände zu integrieren. Im Jahr 2024 will die Stadt Heidelberg erste Grundstücke erwerben, so dass sie die Sanierung erster Wohnungen angehen kann.

## Zukunftspläne (IBA)
Bedingt durch die isolierte Lage von PHV ergeben sich keine naheliegenden Nutzungsmöglichkeiten, weshalb die Internationale Bauausstellung Heidelberg (IBA) fünf international arbeitende Städtebaubüros damit beauftragt hat, zukunftsfähige und innovative Nutzungskonzepte zu entwickeln. Ziel der IBA war es mit diesem Prozess eine „Transformationsstrategie im Sinne der ‚Wissensstadt von Morgen‘ zu erarbeiten“, die eine innovative, städtebaulich und baukulturell exzellente Lösung ermöglicht. Dazu wurden insgesamt vier Zukunftsszenarien entwickelt.

### Szenario 1: Wissenschaften & Wirtschaft + Wohnen
Szenario 1 beschäftigt sich mit Patrick Henry Village als Standort für Wissenschaften und Wirtschaft – sowie als Wohnraum, der nebenbei angemerkt in allen vier vorgestellten Szenarien eine wichtige Rolle spielt. Die Leitfragen des Szenarios lauten: „Wie wird das PHV ein attraktiver Standort für Unternehmen?“'und: „Wie können Wissenschaft und Wirtschaft sich im PHV gemeinsam verorten?“
Den Visionen zugrunde liegt die Idee, dass die Insellage eine innovative und radikalere Architektur und Planung ermöglicht, als dies bei einem integrierten Stadtteil der Fall wäre. Geht es nach den Planern, soll das PHV in Zukunft genauso attraktiv sein wie die Heidelberger Altstadt – nur eben aus völlig anderen Gründen. Das Motto lautet: „Hier wollen wir Weltklasse!“ und das soll erreicht werden, indem eine Art „Branding“ durch experimentellen Städtebau zur Abgrenzung gegenüber anderen Wissenschafts- und Wirtschaftsstandorten führt. Das Szenario trägt den Spitznamen „Free Henry“ und beinhaltet außerdem, dass die vorhandenen Gebäude für neue und innovative Zwecke umgenutzt werden sollen. Allerdings sei der aktuelle Gebäudebestand nicht für einen Wirtschafts- oder Wissenschaftscampus geeignet, weshalb diese auch nur zu einem gewissen Teil erhalten bleiben sollen. Wiederum soll eine hohe Nutzungsvielfalt durch eine deutlich höhere Bebauungsdichte erreicht werden.

### Szenario 2: Vernetzungen + Wohnen
Das zweite ausgearbeitete Szenario steht unter dem Leitbild Vernetzungen und Wohnen und beschäftigt sich mit Leitfragen, die sich aus den immer digitaler werden Städten ergeben. Etwa: „Welche Auswirkungen hat digitales Planen beziehungsweise digitales Managen von Energie, Infrastruktur und Mobilität auf die Stadt und ihre Bewohner?“ oder „Wie sehen öffentliche Räume und Verkehr in der „Digitalen Stadt“ aus?“
Die Idee der Vernetzung der Stadt und ihrer Bewohner beinhaltet die Grundidee, dass die Fläche einer Gemeinschaft geöffnet werden soll, die sich dem digitalen Teilen von Gütern und Dienstleistungen verschreibt. Diese Idee fungiert nach Meinung der Planer als starkes Alleinstellungsmerkmal und als Anreiz für Lokale und (Wissens-)Nomaden im PHV zu leben. Kreative Menschen sollen als Innovationstreiber den Stadtteil entscheidend mitprägen.
Das PHV als „amerikanische Enklave im Herzen Europas“ scheint den Planern „als der ideale Versuchsraum eine solche soziale und baukulturelle Utopie zu testen.“ Ergänzt werden soll der Ansatz dadurch, dass sich die Bewohner sich über digitales Portal vernetzen und darüber Zugriff auf unterschiedliche Mobilitätslösungen – etwa einen e-Kleinbus, Bike-Sharing, Car-Sharing etc. Infolgedessen könnten die Straßen zurückgebaut und zu Shared Spaces, Bushaltestellen zu kleinmaßstäblichen Unterzentren umfunktioniert werden. Der Rest der Architektur kann jedoch beibehalten werden, wenngleich auch hier eine Neuausrichtung nötig wäre, etwa indem bestimmte Gebäude umgenutzt werden.

### Szenario 3: Lernräume + Wohnen
In Szenario 3 wird Patrick Henry Village als Wohnstadtteil mit Lernräumen entwickelt. Die Grundidee dahinter ist, dass Wissen – selbst in einer Universitätsstadt – nicht nur über akademische Institutionen in Erscheinung tritt. Die Leitfragen lauten daher „Wo findet Lernen im urbanen Kontext statt?“, „Wie müssen Lernorte entworfen werden, um einer zeitgemäßen Pädagogik zu genügen?“, „Wie kann die Beteiligung der verschiedenen zukünftigen Akteure mit in die Planung und Entwicklung von PHV eingebunden werden?“ und „wie können offene Räume in Gebäuden und im Freiraum geschaffen werden, die Lern- und Bildungsprozesse auf dem PHV begünstigen?“
Wichtig sei darüber hinaus eine reflektierte Auseinandersetzung mit der Geschichte des Ortes und die Weiterentwicklung hin zu einem prototypischen „Entwurf eines Quartiers der Wissensstadt von Morgen, das die Synergien von Bildung, Kultur, Wissenschaft und Wirtschaft als Motoren der Quartiersentwicklung nutzt“.& Die sogenannten „Erinnerungsräume“ sollen integriert werden und ein Bewusstsein für den Stadtteil schaffen. Darüber hinaus sollen weitere prototypische Lösungen erprobt werden – etwa die Konzepte der Energieautarkie, der Selbstversorgung oder Mobilitäts- und Versorgungslösungen wie Carsharing, die Belieferung per Drohnen etc. Das PHV soll demnach zu einer Art „Stadtlabor“ für innovative Raumkonzepte, Funktionsmischungen, Technologien, Visionen und Organisationsformen entwickelt und genutzt werden. Dieser Experimentierraum zeichnet sich nach Meinung der Planer durch Multitalentiertheit, Polyvalenz und Offenheit aus, weshalb PHV zum „Musterquartier der Wissensstadt von Morgen“ werden könnte.

### Szenario 4: Stoffkreisläufe + Wohnen
Das vierte Szenario beschäftigt sich neben dem Wohnen vor allem mit den Stoffkreisläufen. Der Grundsatz ist, dass eine Stadt nicht ohne Landschaft gedacht werden kann und die Leitfrage lautet daher: „Ernährung, Wasserkreisläufe, Luftreinigung, Recycling von Stoffen – was kann das Patrick-Henry-Village als neuer Stadtteil in diesen Bereichen in Zukunft leisten?“ und „Wie kann der zurzeit lineare urbane Metabolismus der Stadt in ein Kreislaufsystem überführt werden, der mit den umgebenden natürlichen Stoffkreisläufen besser interagiert?“
Dazu wird das Gebiet in Cluster unterteilt, die jeweils eigene Aufgaben erfüllen. Es werden Gruppen von Gebäuden geschaffen, die in produktiven Austausch miteinander treten können. Dies soll die Risikobereitschaft für die Anwendung neuer Technologien steigern. Dem zu Grunde liegt das Ziel einer hohen Beteiligung von forschenden Einrichtungen und innovativen Unternehmen, die wiederum für eine hohe Diversität durch die Möglichkeit der Parallelität von verschiedenen Ansätzen sorgen soll. Um dies zu verwirklichen, benötigt PHV jedoch neben einer höheren baulichen Dichte auch eine dementsprechende bauliche und funktionale Vielfalt. Darüber hinaus sollen nachbarschaftskonstituierende Freizeit- und Beschäftigungsmöglichkeiten geschaffen werden. Der dann entstehende Freiraum wird mit produktiven Landschaftstypen gefüllt – etwa zur Nahrungsmittelproduktion, Energiegewinnung oder Wassermanagement. Zusammenfassend lässt sich sagen, dass Ökosystemdienstleistungen der Natur kombiniert werden mit denen neuster Technik, um eine zugleich ressourcenschonende und angenehme Lebensweise zu ermöglichen.

## Entwicklung des 16. Stadtteils Heidelbergs
In den Jahren 2022/2023 wurde ein Planungswettbewerb durchgeführt zur Freiraum- und Verkehrsplanung, der eine geschwungene, ringförmige Straße zur Haupterschließung vorsieht, der um die inneren stark begrünten Siedlungs-Bereiche herumgeführt werden soll und deshalb als „Parkway“ bezeichnet wird. Ende 2022 wurde beschlossen, dass zur Namensfindung für den neuen Heidelberger Stadtteil eine Bürgerbeteiligung stattfinden soll, die für Ende 2024 vorgesehen ist.
Für die Gestaltung des im Stadtteil verbleibenden Ankunftszentrums wurde 2024 ein Architekturwettbewerb durchgeführt. Das darin entwickelte Konzept sieht ein in sich abgeschlossenes und gesichertes Areal für ca. 2000 Geflüchtete vor. Die Bauarbeiten für das neue Ankunftszentrum sollen im Jahr 2027 beginnen.

## Film
- Goodbye G.I. Dokumentarfilm, Deutschland, 2014, 81:20 Min., Buch und Regie: Uli Gaulke und Agnes Lisa Wegner, Kamera: Sebastian Bäumler, Produktion: kurhaus production, SWR, Erstsendung: 12. August 2014 in Das Erste.